# Taumante
Taumante (in greco antico: Θαύμας?, Thàumās) è un personaggio della mitologia greca figlio di Ponto  e di Gea.
Secondo Esiodo è fratello di Ceto, di Nereo, di Forco ed Euribia.
Secondo Platone il nome Taumante deriva dal greco antico θαῦμα, che vuol dire "meraviglia", ma è stato associato anche a "stupore", "paura" e "terrore nei confronti della morte".

## Mitologia
Con l'oceanina Elettra generò le Arpie, Arke e Iride. Quest'ultima era la personificazione dell'arcobaleno e messaggera degli dei, in particolare di Era.
Nonno di Panopoli aggiunge che Elettra e Taumante siano i genitori del fiume indiano Idaspe.